# Claro Open Colombia
Claro Open Colombia byl profesionální tenisový turnaj mužů hraný v kolumbijském hlavní městě Bogotě. Založen byl v roce 2013 a probíhal v červencovém termínu. Dějištěm se stal areál Centro de Alto Rendimiento, v němž byly instalovány otevřené dvorce s tvrdým povrchem. V rámci profesionálního okruhu ATP World Tour se řadil do kategorie ATP World Tour 250. K vyřazení z kalendáře došlo po sezóně 2015.
Do dvouhry nastupovalo dvacet osm hráčů a ve čtyřhře startovalo šestnáct dvojic. Celkový rozpočet v roce 2015 činil 768 915 amerických dolarů, z toho přímá dotace byla 683 515 dolarů.
V kalendáři sezóny 2013 bogotský turnaj nahradil událost stejné kategorie Farmers Classic hranou v americkém Los Angeles, když společnost IMLA de Colombia odkoupila práva od amerických pořadatelů. Bogotá již v letech 1998–2001 hostila turnaj okruhu ATP Tour nazvaný Bancolombia Open.
Dvouhru premiérového ročníku vyhrál nejvyšší hráč na okruhu, 208 cm vysoký Chorvat Ivo Karlović, který se v červenci vrátil na kurty po tříměsíční pauze způsobené infekcí virové meningitidy. První titul ze čtyřhry na okruhu ATP získal v otevíracím ročníku indický pár Purav Raja a Divij Sharan.
V sezóně 2016 jej nahradil mexický turnaj Los Cabos Open, jakožto nová akvizice skupiny Grupo Pegaso.

## Přehled finále

### Mužská dvouhra
| Rok  | Vítěz         | Finalista        | Výsledek                |
| 2015 | Bernard Tomic | Adrian Mannarino | 6–1, 3–6, 6–2           |
| 2014 | Bernard Tomic | Ivo Karlović     | 7–6(7–5), 3–6, 7–6(7–4) |
| 2013 | Ivo Karlović  | Alejandro Falla  | 6–3, 7–6(7–4)           |

### Mužská čtyřhra
| Rok  | Vítězové                              | Finalisté                               | Výsledek                   |
| 2015 | Édouard Roger-Vasselin Radek Štěpánek | Mate Pavić Michael Venus                | 7–5, 6–3                   |
| 2014 | Samuel Groth Chris Guccione           | Nicolás Barrientos Juan Sebastián Cabal | 7–6(7–5), 6–7(3–7), [11–9] |
| 2013 | Purav Raja Divij Sharan               | Édouard Roger-Vasselin Igor Sijsling    | 7–6(7–4), 7–6(7–3)         |